# ラグナロックシティ
『ラグナロックシティ』（Ragnarock City）とは、うるし原智志による日本の漫画作品。『月刊コミックノーラ』（学習研究社）にて1998年2月号より同年9月号（休刊号）まで連載された。

## 概要
半裸の女性達が当たり前のように暮らす未来都市を舞台に、主人公・レイチェルの日常生活を描く。雑誌リニューアルにあわせての連載開始であったためか編集側からのプッシュも強く、休刊までの間に頻繁に表紙・巻頭カラー・読者プレゼントが行われた。
2003年にはドラマCDが発売された。

## 世界設定
この惑星では、過去に起こった世界規模の災害によってほとんどの地域が人が暮らせない環境になっており、ゆえに人類の大半はドーム型の人類保護都市の内部で生活している。この作品の舞台である「ラグナロックシティ」は、この惑星最大のドーム都市であり、東京23区が丸ごと入るだけの大きさがある。
この世界での人間の多くは擬体によって体のパーツを改造しており、「生身の肉体であること」は誇るべきステータスとされている。ゆえに、自分の肉体を極端に露出させた、裸同然のファッションが定着している（主人公レイチェルは田舎（正確には有翼種の里）から出てきたために、当初はこの風習に慣れず、恥ずかしがっていた）。また、同性婚が認められており、人工生殖によって同性同士で子供を作る事も可能になっている（その結果、染色体の関係により必然的に男性の比率は少なくなるため、全体の男女比はおよそ3:7である）。さらに、薬物や遺伝子操作などによって老化もかなり抑えられているため、この世界の人々は2年に1歳しか歳をとらない。

## 登場人物
レイチェル・栞・ガーディアン（ - しおり - ）
主人公。学校に通うためにラグナロック・シティへとやって来る。その正体は「有翼種」と呼ばれる極めて稀な種族であり、人目を避けて人里離れた田園地方で母親と二人暮らしをしていた。
楓（かえで）
学生寮でのレイチェルのルームメイトであり、他の生徒から憧れの的とされる存在。
メイ
楓の幼馴染みであり、親友。

## 有翼種
過去の災厄がきっかけとなって人類の中に現れた、「遺伝子的に人間以外の因子を持っている種族」のこと。文字通りに「羽根」を持ったものだけでなく、獣人、吸血鬼、エスパー等も含まれる。そのほとんどは遺伝子操作等で後天的に誕生したもので、レイチェルのような「生まれついての有翼種」は極めて稀な存在である。

## 雑誌掲載時との違い
- 『NORA』連載当時はカラーページとモノクロページとの混在だったが、単行本化の際に全てのページにCGによるフルカラー彩色が施された（ただし、雑誌掲載時にセル塗りだったカラーページはそのまま収録）。
- それにあわせて、ほぼすべてのページにおいて、女性の股間部に（現在ではうるし原智志の代名詞ともなっている）陰毛描写が追加。
- 雑誌掲載時は、レイチェルと楓の関係は（同性愛的な含みを持たせながらも）あくまで友愛の範疇に収まっていたが、単行本でははっきりと同性愛の描写が存在する（その為、レイチェルの「変な意味じゃない」等の台詞が削られている）。

## パロディ
- 当時、同誌に連載されていた『変人横町』（山崎てるみ）の中で、「ラグナロック横町」という1ページの性別逆転パロディが描かれた。本編とは逆に半裸の「男性」が多数登場するというもので、当時のうるし原はこれを好意的に受け止め、その後本誌で公開された設定画特集において、そのような格好をした男性の住人も存在するかもしれないと発言した（単行本では「もっと凄い格好をした者もいる」という主旨の言葉に書き直されている）。

## 終了後の構想
- 1998年6月号での設定画特集内インタビューにおいて、うるし原は今回の物語を「レイチェル編」と称し、もう一編の「別の主人公による物語」と、さらに外伝である「ビーナス編」の3つの構想がある事を語っている。
- その後、休刊号（1998年9月号）となる最終回では未出の設定がいくつか公開され、前回（本編の実質的な最終回）までを第一部として、「いずれどこかでやりたい」という趣旨で第二部の構想が語られた。またここでは、登場人物たちの何名かがうるし原智志の『月刊コミックNORA』での前連載作、『キラリティー』に登場したキャラたちの子孫であると解説。本作との世界観の繋がりを明らかにした。
- さらに、前述の外伝的作品の構想も若干ながら語られている。背景に描かれた「パワードスーツ的なものをまとった少女たち」のイラストは画集「VENUS」にすでに収録されていたものであり、「ラグナロックシティ」とのリンクがおぼろげながら明らかにされた（第二部に登場する新キャラとして紹介されたイラストも、同じく「VENUS」に収録されている）。

## 書誌情報
- うるし原智志『学研ムックアニメシリーズ うるし原智志イラスト集 ラグナロックシティ』学習研究社、2001年3月22日発売[1]、ISBN 978-4-05-602396-1